# Liste zoologischer Gärten und Aquarien in Nordamerika
Die Liste zoologischer Gärten und Aquarien in Nordamerika enthält Zoos und Schauaquarien auf dem nordamerikanischen Kontinent, sortiert nach Ländern.

## Belize
- Belize Zoo, Ladyville

## Guatemala
- Auto Safari Chapín, Escuintla
- La Aurora Zoo, Guatemala-Stadt

## Kanada
- Calgary Zoo, Calgary
- African Lion Safari, Cambridge
- Edmonton Valley Zoo, Edmonton
- Magnetic Hill Zoo, Moncton
- Biodôme Montréal, Montreal
- Ripley’s Aquarium of Canada, Toronto
- Toronto Zoo, Toronto
- Vancouver Aquarium, Vancouver
- Assiniboine Park Zoo, Winnipeg

## Mexiko
- Zoológico de Chapultepec, Mexiko-Stadt
- Reino Animal, Otumba

## Trinidad und Tobago
- Emperor Valley Zoo, Port of Spain